# 徐家傑
徐家傑（英語：Alex Tsui Ka-Kit，1947年3月—），香港廉政公署執行處前副處長。他的妹妹是香港廚師和煮食節目主持徐蒝（Margaret Xu）。

## 背景
徐家傑是廣東台山人，在香港長大，1959年入讀鄧肇堅維多利亞官立中學，1965年加入香港政府，曾在香港稅務局、工商局、海關工作。
1974年加入廉政公署，其後被保送到牛津大學、劍橋大學、英國警察大學進修，1991年升為執行處副處長，成為廉署第一位華人副處長。徐家傑能武能文，筆名是「坤青」，泰國名「瀝水」。在被解職後，徐家傑的名字更嚮，是某些香港報紙雜誌專欄作家之一。在香港，每當出現有關廉署新聞之時，傳媒總愛引用徐家傑以過來人之經驗，評論報導新聞事件。例如馮建民自殺案 、陳素霞詐病騙薪案 及韓森案等。
徐家傑與前香港律師林炳昌，及新西蘭籍大律師艾勤賢（Kevin Egan），曾經被合稱為「廉署三大剋星」。
2013年，經辭退一役後，轉自娛樂圈發展，憑《寒戰》一戲首次垂青奪得第32屆香港電影金像獎最佳新演員，是歷界以來年齡最高的新演員。
2014年，加入A & A Entertainment，接拍TVB劇集《四個女仔三個BAR》及viu TV節目《G1格鬥會》。
徐家傑曾任香港拳撃總會主席、「中國和平統一促進會」香港地區董事局副主席、「全民在野黨」主席，著名泰國拳中文教授，前香港廉政公署執行處副處長，私房菜廚師徐蒝的哥哥，妻子蔣潔鳳曾多次代表中國工黨香港支部、民主救港力量等民運組織參選各級議會，在2008年香港立法會選舉，蔣潔鳳及兒子徐達偉，更伙拍流亡民運人士柳玉成參選九龍西選區，而徐本人也曾交表參選2012年香港立法會選舉新界東選區地方直選，但因提名不足被拒。

## 徐家傑因廉政公署被解僱事件
廉署在1995年調查85億元私煙案，調查對象之一拳擊總會副會長田秀光，涉嫌串謀賄賂他人包括海關以進出口私煙，廉署當年找到污點證人港商徐道仁指證田秀光，未料回港作供前，徐道仁於4月1日在新加坡遭人以黑幫家法殺害，身繫鉛塊浮屍新加坡紅燈碼頭對出海面；調查發現他死於黑社會「水房（和安樂）」家法，指其出賣兄弟，先被灌迷魂藥，身上再被綁上3組分別是6塊、5塊、4塊的鉛塊，再放入3層尼龍袋拋入大海。
此案其後在聆訊時爆出，徐道仁生前口供提到，當年已遭解僱的前執行處副處長徐家傑，曾親往新加坡阻止徐道仁回港作供。
徐家傑與田秀光當年關係密切，徐為拳擊總會主席，田為拳擊總會副會長。徐家傑在1993年11月10日突然被廉署解僱，引來軒然巨波，徐家傑當年被內部視為廉署執行處的接班人，廉署當時沒提及當年決定解僱徐家傑。
立法局運用法律授予立法局的〈權力及特權條例〉，決定開調查委員會查證解僱事件。是次為立法局第一次運用特權條例。
12月1日，立法局議員周梁淑怡動議“為調查廉政專員公署擔任執行處副處長一職的高級助理處長徐家傑先生於1993年11月10日被終止聘用的詳情，根據香港法例第382章《立法局(權力及特權)條例》第9(2)條，授權立法局保安事務委員會行使該條例第9(1)條所賦予的權力。”議案通過。
由於立法局第一次使用權力及特權條例，並無先例可循，因而在1994年5月25日動議制訂保安小組查詢徐家傑的相應規則。
小組看到廉署所交的機密資料，亦傳召相關人物到立法局接受詢問。徐家傑在立法局聲言自己遭不合理解僱，又受種族歧視、不及洋人職員的優良待遇。徐家傑更在立法局中公開廉署曾經秘密監聽政府高官，包括陳方安生也被監聽。香港電台的電視節目《議事論事》分別於1994年4月14日、5月19日、10月20日報導過徐家傑事件及徐氏在立法局調查小組的發言。
「研訊期間，事務委員會共舉行了26次會議，其中包括8次公開聆訊及觀看一盒錄影帶。事務委員會聽取了4名證人的證供，證人中包括徐氏及廉政專員。事務委員會並在本報告第2及第4章分別概述廉政專員就解僱徐氏所提出的理由、徐氏所述導致其遭解僱的情況，以及其他有關證據。」
1994年11月前調查結束，認為廉政公署解僱徐家傑是合理決定。1994年11月2日，周梁淑怡向立法局大會提交調查報告並致詞。

### 何以解僱徐家傑？
由於廉政公署的機密，公眾無法得知廉署解僱徐家傑的原因。然而，坊間卻流傳著不同版本的說法。早在1993年解僱徐家傑之時，有傳媒報導徐家傑跟黑社會有不尋常關連，因而被解僱。1993年12月14日香港電台電視節目《傳媒春秋》就談及：「徐家傑事件包含黑社會、風化、伸張正義等元素，吸引傳媒爭相報導，傳媒於此有否被利用？」又指徐家傑當年暗中與北京政府的國安部聯絡，香港政府不能接受，因而解僱徐家傑。

## 與陳方安生的關係
2007年香港立法會香港島地方選區補選期間，親建制派組織「中國和平統一促進會」香港地區董事局副主席徐家傑擔當「打手」，高調重提一宗14年前發生、有關陳太買樓的「陳年舊聞」，質疑她當年以低價買樓涉及利益輸送。廉政公署執行處前副處長徐家傑，過往經常在報章撰文批評民主派。他指陳太93年以780萬元購入半山司徒拔道玫瑰新村單位，但該屋苑同一面積坐向的另一單位當時成交價卻為930萬元，質疑陳太平價買樓是否涉及利益輸送。徐家傑被問及選舉期間將陳太的舊聞公之於世，是否意在影響選情時，予以斷然否認，辯稱「我都係見專欄作家王岸然報紙再寫呢單，之後好多記者打問，咁我又馬尼拉返到香港，先至一次過澄清。」他堅持此次爆料無受任何人指示。公民黨立法會議員湯家驊認為事件「好可笑」，「90年代陳年舊貨，家再出講，又冇新，擺明係抹黑啦。」

## 演藝作品

### 電視劇（無綫電視）
- 2015年：《四個女仔三個BAR》飾 霍貫東

### 電影
- 2012：《寒戰》飾 麥啟文
- 2013：《風暴》飾 談判專家

## 參與節目

### ViuTV
- 2016年：《G-1格鬥會》

### 無綫電視
- 2014年：《別有動天》
- 2017年：《我的志願》